# Baziliták
A baziliták vagy bazilisszák bizánci rítusú, Szent Vazul szabályait követő katolikus szerzetesek.

## Elnevezésük
A keleti egyház (monofizita, nesztoriánus, ortodox) szerzeteseire a nyugati kultúrában tévesen alkalmazott elnevezés. Önmagukat soha nem így nevezik, mert a keleti egyházban ismeretlen a nyugati szerzetesség alapítók szerinti tagolódása (bencések, vincések, ferencesek stb.).
Önmagukat a katolikus egyházzal egyesült bizánci szertartású egyházak szerzetesei nevezik bazilitáknak.

## Történelem
Eredetük a 3–4. századi Pakhomiosz egyiptomi szerzetes által 320 táján alapított közösségekre vezethető vissza. A 4. században Bizáncban Nagy Szent Vazul, Kappadókia metropolitája alapít szerzetesi közösségeket.
Kelet-Európa szláv területe a 10-11. században befogadta a szerzetesi életet és a rendnek a képviselői sokat tettek a mai Oroszország és Ukrajna evangelizálásáért. 1240 körül a tatár támadások elpusztították a virágzó monostorokat. Utána Galíciában és a mai Fehéroroszországban újjáépült és benépesedett monostorok a lengyel-litván fennhatóság alá kerültek.
Az újkorban a baziliták iskolák, kollégiumok hálózatát hozták létre. Több helyen a Lengyelországból kiűzött jezsuiták intézményeit vették át. Ezenkívül népmissziókat tartottak, Mária-kegyhelyeket gondoztak, Vilniusban könyvnyomdát működtettek.